# Evolução do Colégio dos Cardeais sob o pontificado de Inocêncio VIII
Abaixo está a evolução do colégio de cardeais durante o pontificado de Inocêncio VIII e a subsequente vaga vaga .

## Composição para consistório
| Consistóro                     | 1484 | 1492 |
| ------------------------------ | ---- | ---- |
| Fevereiro 1456                 | 2    | 2    |
| Consistórios de Calisto III    | 2    | 2    |
| Março 1460                     | 1    | 1    |
| Consistórios de Pio II         | 1    | 1    |
| Setembro 1467                  | 4    | 1    |
| Novembro 1468                  | 2    | 2    |
| Consistórios de Paulo II       | 6    | 3    |
| Dezembro 1471                  | 1    | 1    |
| Maio 1473                      | 5    | 1    |
| Dezembro 1476                  | 3    | 1    |
| Dezembro 1477                  | 5    | 2    |
| Fevereiro 1478                 | 1    | 1    |
| Maio 1480                      | 3    | 3    |
| Novembro 1483                  | 4    | 3    |
| Março 1484                     | 1    |      |
| Consistórios de Sisto IV       | 23   | 13   |
| Março 1489                     |      | 8    |
| Consistórios de Inocêncio VIII |      | 8    |
| Total                          | 32   | 27   |

## Evolução durante o pontificado
| Data                   | Evento                                                                       | Total |
| ---------------------- | ---------------------------------------------------------------------------- | ----- |
| 26 de agosto de 1484   | Abertura do Conclave de 1484                                                 | 32    |
| 29 de agosto de 1484   | Eleição Papal do Cardeal Giovanni Battista Cibo com o nome de Inocêncio VIII | 31    |
| 11 de setembro de 1484 | Morte do Cardeal Philibert Hugonet (64 anos)                                 | 30    |
| 22 de outubro de 1484  | Morte do Cardeal Stefano Nardini (64 anos)                                   | 29    |
| 21 de novembro de 1484 | Morte do Cardeal Juan Margarit i Pau (62 anos)                               | 28    |
| 11 de agosto de 1485   | Morte do Cardeal Pedro Foscari (68 anos)                                     | 27    |
| 17 de outubro de 1485  | Morte do Cardeal Giovanni d'Aragona (29 anos)                                | 26    |
| 30 de março de 1486    | Morte do Cardeal Thomas Bourchier (74 anos)                                  | 25    |
| 27 de setembro de 1486 | Morte do Cardeal Gabriele Rangone, O.F.M. (76 anos)                          | 24    |
| 13 de setembro de 1488 | Morte do Cardeal Carlos II de Bourbon (54 anos)                              | 23    |
| 2 de outubro de 1488   | Morte do Cardeal Giovanni Arcimboldi (62 anos)                               | 22    |
| 9 de Março de 1489     | criação de 5 Cardeais + 3 In Pectore                                         | 27    |
| 9 de Março de 1489     | Lorenzo Cybo de Mari                                                         | 27    |
| 9 de Março de 1489     | Ardicino della Porta                                                         | 27    |
| 9 de Março de 1489     | Antonio Pallavicini Gentili                                                  | 27    |
| 9 de Março de 1489     | André d'Espinay                                                              | 27    |
| 9 de Março de 1489     | Pierre d'Aubusson                                                            | 27    |
| 10 de agosto de 1490   | Morte do Cardeal Pierre de Foix, O.F.M. (41 anos)                            | 26    |
| 2 de março de 1491     | Morte do Cardeal Marco Barbo (70 anos)                                       | 25    |
| 5 de outubro de 1491   | Morte do Cardeal Jean Balue (70 anos)                                        | 24    |
| 26 de março de 1492    | criação de 1 Revelação In Pectore                                            | 25    |
| 26 de março de 1492    | Giovanni de 'Medici (Futuro Papa Leão X)                                     | 25    |
| 25 de julho de 1492    | Morte do Papa Inocêncio VIII (60 anos)                                       | 25    |
| 26 de julho de 1492    | criação de 1 Revelação In Pectore                                            | 26    |
| 26 de julho de 1492    | Federico di Sanseverino                                                      | 26    |
| 3 de agosto de 1492    | criação de 1 Revelação In Pectore                                            | 27    |
| 3 de agosto de 1492    | Maffeo Gherardi, O.S.B.Cam.                                                  | 27    |
| 6 de agosto de 1492    | Abertura do Conclave de 1492                                                 | 27    |
| 11 de agosto de 1492   | Eleição Papal do Cardeal Rodrigo de Borja y Borja com o nome de Alexandre VI | 26    |